# ریکاردو بوچینی
ریکاردو بوچینی (اسپانیایی: Ricardo Bochini‎؛ زادهٔ ۲۵ ژانویهٔ ۱۹۵۴) بازیکن بازنشسته فوتبال اهل آرژانتین است. 

## باشگاهی
از باشگاه‌هایی که در آن بازی کرده‌است، می‌توان به باشگاه اتلتیکو ایندپندینته اشاره کرد.

## افتخارات

### باشگاهی
ایندپندینته
- لیگ برتر فوتبال آرژانتین (۴): ۱۹۷۷، ۱۹۷۸، ۱۹۸۳، ۱۹۸۸–۸۹
- جام لیبرتادورس (۵): ۱۹۷۲، ۱۹۷۳، ۱۹۷۴، ۱۹۷۵، ۱۹۸۴
- جام بین قاره‌ای (۲): ۱۹۷۳، ۱۹۸۴

### بین‌المللی
آرژانتین
- جام جهانی فوتبال (۱): ۱۹۸۶

### شخصی
- بازیکن فوتبال سال آرژانتین: ۱۹۸۳
- بازیکن فوتبال سال آمریکای جنوبی: مقام سوم ۱۹۸۳
- تیم سال آمریکای جنوبی: ۱۹۸۹[۱]